# Macroteleia cleonymoides
Macroteleia cleonymoides är en stekelart som beskrevs av John Obadiah Westwood 1835. Macroteleia cleonymoides ingår i släktet Macroteleia och familjen Scelionidae. Inga underarter finns listade i Catalogue of Life.